# Giershofen

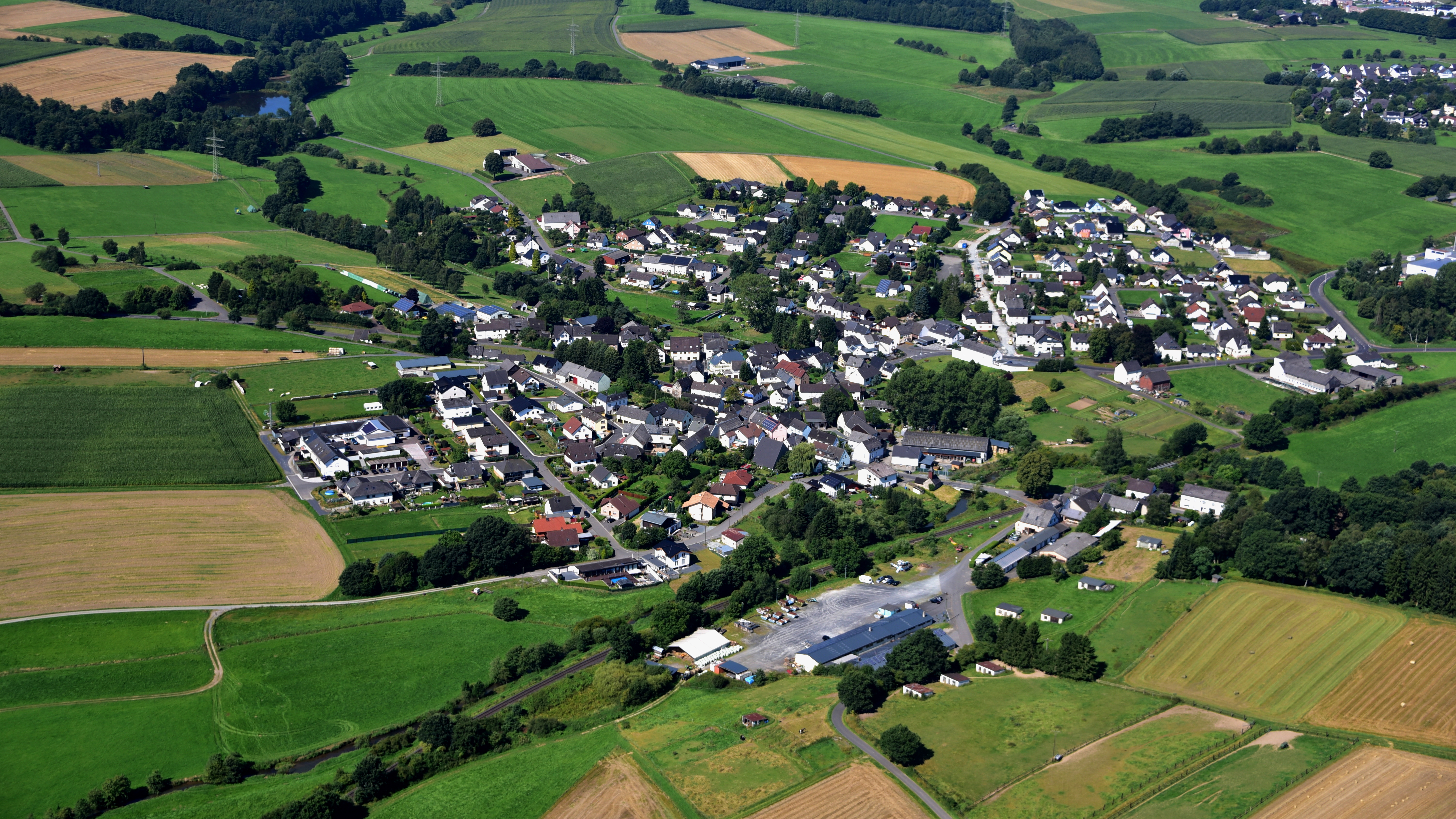
Giershofen, Luftaufnahme (2016)

Giershofen ist ein Stadtteil von Dierdorf im Landkreis Neuwied im nördlichen Rheinland-Pfalz mit einer Fläche von 531 ha und 769 Einwohnern (Stand: 30. April 2014).

## Lage
Giershofen liegt im Niederwesterwald überwiegend am linken Ufer des Holzbachs südlich und oberhalb vom Stadtzentrum Dierdorfs. Östlich von Giershofen und noch etwas weiter aufwärts liegt an diesem der Stadtteil Brückrachdorf auf der rechten Bachseite. Durch Giershofen fließt von links der Ölsbach dem Holzbach zu, der wenig südwestlich des Ortsrandes aus seinen Oberläufen Ochsenbruchbach und Neuwiesengraben entsteht am letzten der Rother Weiher, deren größere vom rechten Neuwiesengraben auf dem Hauptstrang durchzogen werden.

## Geschichte
Eine erste Besiedlung in dieser Gegend fand bereits in der mittleren Bronzezeit statt (1550–1200 v. Chr.). Dies belegen die beim Bau der Autobahn (1937–1939) entdeckten Hügelgräber zwischen Giershofen und Großmaischeid.
In einer Urkunde der Kölner Erzbischofs Philipp I. aus dem Jahre 1173 wurde der Ort „Gyselbrechtencoven“ genannt. In einer Urkunde aus dem Jahr 1344, nach der Graf Wilhelm I. von Wied und Isenburg (1324–1383) seine Besitzungen im Dierdorfer Land an den Trierer Erzbischof und Kurfürsten Balduin von Luxemburg verkauft, wird der Ort „Gieselbrechtinchofen“ genannt. „Giselbrechting“ bedeutet „Sohn des Gieselbrecht“, also hatte hier ein Sohn eines Gieselbrecht seinen Hof.
Spätere Namen sind „Gyselbrechtischoven“, „Gisebrechtshofen“, „Greshouen“ und 1647 „Kirschhofen“ bis im Volksmund das auch heute noch im hiesigen Dialekt gebräuchliche „Schowen“ entstand.
Der heute zu Giershofen gehörende „Rother Hof“ wurde im Jahr 1226 als „Rode“ urkundlich erwähnt und gehörte der Abtei Rommersdorf.
Eine große Feuersbrunst im Jahre 1730 vernichtete fast das ganze Dorf, 1897 wurde nochmals ein Teil des Dorfes durch Feuer zerstört.

## Eingemeindung
Im Rahmen der mit Wirkung vom 7. Juni 1969 ausgeführten Gebietsreform in Rheinland-Pfalz wurde die bis dahin selbstständigen Ortsgemeinde Giershofen in die Stadt Dierdorf eingegliedert und ist seitdem ein Stadtteil von Dierdorf.

## Politik

### Ortsbezirk
Der Stadtteil Giershofen ist gemäß Hauptsatzung ein Ortsbezirk der Stadt Dierdorf und verfügt über einen eigenen Ortsbeirat sowie einen Ortsvorsteher.
Der Ortsbeirat in Giershofen besteht aus sieben Mitgliedern und dem ehrenamtlichen Ortsvorsteher als Vorsitzendem.
Patric Vietze (FWG) wurde 2024 Ortsvorsteher von Giershofen.
Sein Vorgänger war Wilfried Ehrenstein (CDU) seit Juli 2014. Der Vorgänger von Wilfried Ehrenstein war Helmut Neuer.